# Chrome OS
Chrome OS — дистрибутив операционной системы GNU/Linux от компании Google, предназначенный для устройств на процессорах ARM или x86. Google Chrome OS построена на основе Gentoo GNU/Linux и использует браузер Google Chrome, работающий в новой, специально разработанной оконной системе. Большая часть исходного кода системы была открыта 19 ноября 2009 года в качестве проекта Chromium OS. Исключение составляет собственническая реализация контейнера Android с Google Play, несвободные прошивки для устройств, служба автоматических обновлений ОС и телеметрия. Первые ноутбуки, поставляющиеся с предустановленной Google Chrome OS, ожидались во второй половине 2010 года, однако их выпуск затянулся и был перенесён на вторую половину 2011 года.

## История
Chrome OS была разработана компанией Google как экспериментальная попытка освоить часть рынка операционных систем для персональных компьютеров, который был поделён между Microsoft (Windows) и Apple (Mac OS). Chrome OS разрабатывалась, исходя из идеи расширить возможности уже на тот момент популярного браузера от Google, фактически представив операционную систему-браузер с интегрированными сервисами Google, например Gmail, и где все данные пользователя синхронизировались через интернет и сохранялись в облаке. Chrome OS задумывалась в целом как простая ОС на ядре Linux с открытым исходным кодом и для работы на нетбуках. Её основными потребителями должны были стать пользователи, использующие компьютер для работы в интернете.
Впервые анонс операционной системы состоялся 7 июля 2009 года. Тогда же было объявлено, что Chrome OS будет выпускаться не на персональных компьютерах, а только на нетбуках. Хотя операционная система поддерживала жёсткие диски, Google настаивала на использовании в устройствах твердотельного накопителя для обеспечения «высокой надёжности и производительности», а также обеспечения пониженной мощности, требуемой для операционной системы, которая получает доступ к приложениям и большинству пользовательских данных на удаленных серверах. Мэтт Папакипос, технический директор Chrome OS, заявлял, что операционная система потребляла в шестьдесят раз меньше дискового пространства, чем Windows 7. Для плавной работы Chrome OS требовалось от одного до трёх гигабайтов.
19 ноября 2009 года Google выпустила исходный код Chrome OS под названием Chromium OS. В ноябре 2009 года Сундар Пичаи, тогда вице-президент Google, продемонстрировал на конференции раннюю версию операционной системы. Он показал рабочий стол, внешне напоминавший браузер Chrome, но также включавший вкладки приложений. На пресс-конференции ОС загрузилась всего за семь секунд, тогда Пичаи объявил, что команда работает над сокращением времени загрузки.

### Ранний период
В 2010 году Google выпустила серию пилотных Chromebook под номером Cr-48.. Дата выхода розничных моделей была перенесена с конца 2010 года на май 2011 года. На конференции Google I/O Google объявила о предстоящем выпуске двух моделей Chromebook от Acer и Samsung. Модель от Samsung была выпущена 15 июня 2011 года, а от Acer — в середине июля. В августе 2011 года стриминговый сервис Netflix объявил о поддержке Chrome OS, позволяя с устройства смотреть потоковые фильмы и телешоу. До этого доступ к Netflix обеспечивался через программную платформу Microsoft Silverlight. В этом же месяце Citrix выпустила клиентское приложение для Chrome OS, позволяющее через Chromebook получать удаленный доступ к приложениям Windows и рабочим столам. Городской университет Дублина стал первым учебным заведением, закупившим в рамках соглашения с Google устройства Chromebook для студентов в сентябре 2011 года.
К 2012 году спрос на хромбуки стал расти и Google объявила о предстоящем выпуске серии устройств, разработанных Samsung. Компания также выпустила неттоп, или Chromebox в рамках серии Samsung Series 3, и также первый персональный компьютер с поддержкой Chrome OS. Даже несмотря на то, что вышеописанные компьютеры были быстрее, чем хромбуки первого поколения, они по-прежнему были недостаточно мощными в сравнении с другими настольными компьютерами и ноутбуками того времени и скорее подходили для рынка нетбуков. В октябре 2012 года Samsung и Google выпустили новые модели Chromebook по значительно более низкой цене (250 долларов против 450 долларов — цены Chromebook пятой серии). Это также были первые модели с поддержкой процессора ARM — одной из линеек Exynos от Samsung. Для снижения цены Google и Samsung также уменьшили объём памяти и разрешение экранов устройств. Процессор ARM позволял выпустить Chromebook без вентилятора. Следуя примеру, компания Acer также выпустила Chromebook C7 стоимостью в 199 долларов, но с процессором Intel Celeron. Ради ещё низшей цены Acer отказалась от SSD, заменив его на жёсткий диск.
В апреле 2012 года Google выпустила первое масштабное обновление пользовательского интерфейса Chrome OS, добавив поддержку оконного менеджера с аппаратным ускорением под названием «Aura» вместе с обычной панелью задач. Вместе с обновлением Chrome OS отошла от своей первоначальной концепции операционной системы-браузера и стала больше похожей на настольную операционную систему. Lenovo рекламировала свои Chromebook как устройства для студентов.
В июле 2012 года Google вместе с обновлением (версия 20) включила поддержку недавно запущенного облачного хранилища Google Диск. Хотя Chrome OS поддерживала Flash с 2010 года, к концу 2012 поддержка была полностью прекращена и ограничена песочницей для избежания проблем, связанных с запуском Flash.
Доселе все устройства с поддержкой Chrome OS выпускались сторонними производителями, пока в феврале 2013 года Google не выпустила Chromebook Pixel — первое устройство компании Google и впоследствии ставшее первым в линейке Google Pixel. Данное устройство было выпущено с процессором Intel i5, сенсорным дисплеем и с высоким разрешением (2560 x 1700). При этом цена Chromebook Pixel была по прежнему ниже, чему у других ноутбуков для бизнеса с похожими характеристиками.
В конце 2013 года аналитики сомневались относительно будущего Chrome OS. Хотя уже в 2009 году данной операционной системе предрекался быстрый упадок. Несмотря на стабильно низкий спрос на хромбуки на рынке ноутбуков, их продажи постепенно росли с каждым годом. Google также, пользуясь ситуацией, старалась продавать хромбуки предприятиям с большими скидками после окончания срока службы Windows XP в начале 2014 года.

### Дальнейшее развитие и рост популярности
В ранней версии Chrome OS можно было устанавливать лишь несколько приложений Native Client, о остальные «приложения» для Chrome OS были веб-приложениями. Начиная с 2014 году, в рамках обновления система стала поддерживать синхронизацию с мобильными устройствами Android, в том числе и возможность запускать приложения из Google Play. Данный факт повысил привлекательность Chrome OS в глазах пользователей.
Наряду с выросшим ассортиментом хромбуков это обеспечило дальнейший рост популярности операционной системы. Тогда же Google решила выпускать дальнейшие версии Chrome OS, выдержанные в стиле Material Design. Считается, что 2016 год стал переломным в истории развития Chrome OS, после которого операционная система получила значительное развитие, сопровождающееся ростом её популярности у пользователей. Выпущенные после 2016 года хромбуки позиционировались уже как устройства 2-в-1, совмещающие свойства ноутбука и планшета с хорошей оперативной памятью, сенсорным экраном и по-прежнему низкой стоимостью. В это же время на рынок стали выходить первые премиальные хромбуки с улучшенными характеристиками, например, Pixelbook с процессорами Core i5 или Core i7 и оперативной памятью в 8 или 16 Гб. По состоянию на 2016 год более половины устройств, поставляемых в учебные заведения, были устройствами c Chrome OS.
В 2017 году Google запустила пакет услуг Chrome Enterprise, включающий Chrome OS, специализированные расширения, предназначенные в том числе для использования в бизнесе, а также поддержку облачного хранилища. Хромбуки стали активно закупаться учебными заведениями в США в том числе благодаря тому, что Chrome OS наилучшим образом работала с облачными хранилищами, сервисами и обеспечивала наилучшею безопасность данных в сравнении с другими операционными системами. Также хромбуки стали активнее закупать фирмы и учреждения, задействованные в финансовых услугах, здравоохранении и розничной торговле.
Дальнейший рост популярности Chrome OS после 2018 года также был обусловлен всё большим распространением устройств формата 2-в-1. Также стали появляться первые планшеты с поддержкой Chrome OS. В этом же году в рамках обновления пользователи хромбуков получили возможность устанавливать приложения для Linux, также началось более широкое распространение продвинутых веб-приложений для Chrome OS и внесение изменений в её базовый код с помощью WebAssembly, Service Workers. Это позволило пользователям использовать операционную систему с гораздо большей эффективностью, Chrome OS стала почти равняться с Windows и macOS. Вышеописанные факты задали тенденцию на выпуск хромбуков с более качественным и дорогим оборудованием, всё больше устройств с Chrome OS стало появляться в среднем и премиальном ценовом сегменте, при этом данные устройства по-прежнему поставлялись дешевле, чем планшеты и ноутбуки с другими операционными системами.
По состоянию на начало 2019 года компьютеры на базе Chrome OS занимали 5,04 % компьютерного рынка США и 1,17 % во всём мире. Популярность Chrome OS в США была обусловлена прежде всего распространённостью хромбуков в учебных заведениях. 2020 год сопровождался значительным ростом популярности устройств с Chrome OS главным образом из-за карантинных мер в свете пандемии COVID-19 и вынужденности многих учебных заведений перейти на дистанционной обучение. Устройства с Chrome OS рассматриваются как наиболее удобные для дистанционных курсов, особенно в США и Западной Европе. В 2020 году было продано в 4 раза больше хромбуков, чем за 2019 год, а их объём продаж составил примерно 10 % от общего мирового объёма продаж всех персональных компьютеров, проданных в 2020 году. В первом квартале 2021 года стремительный рост продаж хромбуков продолжился, данный рост превысил 280 % в сравнении с тем же периодом в 2020 году. Основными рынками продаж являются США, Япония и Западная Европа.
В июле 2022 года Google выпустил в публичный доступ операционную систему Chrome OS Flex, которая была разработана для использования на устаревших компьютерах на Windows и MacOS. ОС позволяет модернизировать устройство до 13 лет.

## Позиционирование Chrome OS на рынке
Главной особенностью будет доминирование веб-приложений над обычными функциями ОС. Ключевая роль при этом отводится браузеру. Стратегия создания нового продукта подразумевает архитектуру, нетребовательную к аппаратным ресурсам персонального компьютера, используемого для входа (log-in) в сеть Интернет. Тенденция переноса центра тяжести с ПК пользователя на Интернет-ресурсы прослеживается и на многих других продуктах Google и соответствует идеологии «облачных вычислений».
Google сообщает, что основными особенностями данной ОС с точки зрения конечных пользователей будут:
- скорость: загрузки, входа в Интернет, получения и отправления электронной почты и т. п.
- тесная интеграция с интернет-сервисами;
- надёжность работы;
- обеспечение безопасности в автоматическом режиме;
- автоматическое обновление;
- простота;
- поддержка Google Play и Android Nougat (во всех хромбуках 2017 г.);
- «material design» в стиле Android.
- виртуальная машина с Debian GNU/Linux

Chrome OS задумана как практическая реализация концепций типового виртуального рабочего места (DaaS) и удалённого доступа к веб-приложению (SaaS). Это снимает с пользователей необходимость выполнения функций системного администратора, таких как получение (скачивание) дистрибутивов, установки и обновления приложений. Потеря или поломка устройства (нетбука или ноутбука) становится менее критична, поскольку получить доступ к данным можно с любого другого компьютера с Chrome OS через логин и пароль от аккаунта Google. Однако при краже пароля злоумышленники смогут незаметно для пользователя получить доступ к его данным.
Chrome OS не подойдёт для пользователей ресурсоёмких приложений (графические программы, большие объёмы редактирования). Также не планируется поддержка распространённых сегодня устройств на обычных жёстких дисках (не SSD).
Многие пользовательские особенности операционной системы наглядно демонстрирует её прототип — OS Chromium.
Визуальное оформление ОС будет выдержано в минималистичном стиле, в духе браузера Google Chrome.

## Аппаратное обеспечение и разработка
Google Chrome OS позиционируется как операционная система для различных устройств — от маленьких нетбуков до полноразмерных настольных систем и поддерживает x86- и ARM-архитектуры процессоров.
Команда Google Chrome OS работает со многими технологическими компаниями с целью проектирования и разработки новых устройств, обеспечивающих высокое качество работы пользователей. Среди них такие компании, как Acer, Adobe, Asus, Freescale Semiconductor, Lenovo, Qualcomm, Texas Instruments, Toshiba, NVIDIA. Также в разработке принимает участие компания Intel, сотрудничество с которой началось «за некоторое время» до официального анонса. Dell также рассматривает возможность тестирования Chrome OS.
Результатом такой совместной работы стали хромбуки.

## Прикладное программное обеспечение
В официальном блоге Google Russia сообщается следующее:

Для разработчиков приложений платформой будет являться веб. Все существующие веб-приложения будут работать на ОС Google Chrome автоматически, а новые можно будет писать с использованием любой веб-технологии. И, конечно, эти приложения будут работать не только на Google Chrome ОС, но и в любых браузерах стандартных ОС: Windows, Mac и Linux, предоставляя разработчикам самую большую базу пользователей всех платформ.

## Критика
- Система подверглась критике экспертов за невыполнимые, по их мнению, обещания в области обеспечения информационной безопасности, хотя для GNU/Linux, на которой основана система, за весь период его существования и активного использования вредоносные программы (в форме эксплойтов) появлялись достаточно редко и существовали недолго.[60]

## История
- 7 июля 2009 года было официально объявлено о намерении Google создать новую операционную систему.[3]
- В Интернете регулярно публиковались изображения, выдаваемые за «скриншоты Google Chrome OS».[61][62][63] В частности, первая партия снимков экрана появилась на следующий день после объявления о работе Google над операционной системой[64], однако ещё через день их автор сообщил, что это шутка[65].
- Появились сообщения, что Chrome OS появится на нетбуках в ноябре 2009 года.[66] Chrome OS будет предустановлен на китайские нетбуки с оригинальным процессором Loongson с ARM-подобной архитектурой.[67].
- В ноябре 2009 появилась первая официальная бета-версия Chrome OS от Google под брендом Chromium. Через несколько недель Dell сообщил о создании своей версии Chrome OS.[68]
- В декабре 2009 руководство Google сделало заявление о принципиальной возможности объединения в будущем Chrome OS и Android'а в единую операционную систему[69]
- В мае 2011 года на конференции Google I/O компания Google представила первые серийные ноутбуки (так называемые Chromebook) под управлением операционной системы Chrome OS[70].
- На конференции Google I/O 2016 косвенно упоминалось, что изменения в операционной системе Chrome позволят запускать приложения из Google Play, предназначенные для смартфонов и планшетов[71].
- Уже спустя месяц после презентации поддержки Android-приложений на Chrome OS была продемонстрирована работа новой функции и внедрена поддержка на трех ноутбуках: Chromebook Pixel (2015), Acer Chromebook R11 и Asus Chromebook Flip.[72]
- Начиная с релиза Chrome OS 69 внедрена поддержка виртуальной машины Debian GNU/Linux. Данное решение позволит использовать студентам, изучающим языки программирования, различные средства разработки, браузеры, редакторы в специально изолированной безопасной среде.
- В июле 2020 года разработчики Chrome OS объявили, что в операционной системе появится полноценная поддержка Windows-приложений. Этого планируется достичь благодаря использованию технологии виртуализации от Parallels. Нововведение позволит запускать Windows-приложения непосредственно в Chrome OS параллельно со стандартными программами без необходимости предварительно запускать среду рабочего стола Windows.[73]